# درزرب (حومة بم)
درزرب (بالفارسية: درزرب) هي قرية تقع في إيران في منطقة مركزية ريفية. يقدر عدد سكانها بـ 191 نسمة بحسب إحصاء 2016.